# Медаль На вступление в Москву в 1812 году (французская)
Медаль «На вступление в Москву» (Entree a Moscou) —  медаль Французской империи, выбитая по указу Императора Наполеона I Бонапарта, в связи со взятием Москвы в 1812 году.
Награждались французские солдаты и офицеры, вошедшие в Москву после её сдачи в сентябре 1812 года. Является четвёртой в серии из шести французских медалей на события Отечественной войны 1812 года.

## Описание
Медаль бронзовая. Автор лицевой стороны — Б. Андрие, автор оборотной стороны — Ф. Брене.
Лицевая сторона: профильное, обращённое вправо, изображение Императора Наполеона, в лавровом венке. Слева надпись: NAPOLEON, справа надпись: EMP. ET. ROI (Наполеон император и король). Под изображением надпись: ANDRIEU. F (фамилия автора лицевой стороны).
Оборотная сторона: вид Московского кремля, на башне которого развевается французский флаг. Слева от башни древко, со значком французских войск, а под ним в кружке вензель императора французов — N. На верху надпись: ENTREE A MOSCOU (вход в Москву). Под обрезом надпись: XIV SEPTEMBRE MDCCCXII (14 сентября 1812 года). Слева у окружности  — DR. F (фамилия гравёра). Справа: DE. D (фамилия директора парижского монетного двора). Диаметр медали 1,1/2 дюйма (41 мм).